# オリエント急行の殺人
『オリエント急行の殺人』または『オリエント急行殺人事件』（オリエントきゅうこうのさつじん、オリエントきゅうこうさつじんじけん、原題: Murder on the Orient Express）は、アガサ・クリスティによって1934年に発表された長編推理小説である。著者の長編としては14作目、エルキュール・ポアロシリーズとしては8作目にあたる。日本語初訳は『十二の刺傷』の題名で刊行された（柳香書院刊、延原謙訳、1935年）。
その奇抜な結末から著者の代表作の1つに挙げられている（#作品の評価）。著者自身がお気に入り作品10作のうちのひとつに挙げている作品で、また著者のもっともお気に入りの作品の一つであると孫のマシュー・プリチャードは述べている。
本作は映画化（#映画）およびテレビドラマ化（#テレビドラマ）が行われている。

## ストーリー
シリアでの仕事を終えたポアロは、イスタンブール発カレー行きのオリエント急行に乗り、イギリスへの帰途に就く。一等車両にはポアロの他、様々な職業・国籍の乗客が乗り合わせ、季節外れの満席となっていた。
その中の1人、アメリカの富豪サミュエル・ラチェットがポアロを見知り、話しかけてきた。彼は脅迫状を受け取っており、身の危険を感じてポアロに護衛を依頼したのだった。しかし、ポアロはラチェットの態度に良い印象を持たず、事件そのものにも興味を示さなかったため、彼の依頼を断ってしまう。
列車はヴィンコヴツィとブロドの間で雪の吹き溜まりにはまり、立ち往生する。翌朝ラチェットの死体が彼の寝室で発見される。死体には刃物による12箇所の刺し傷があった。現場には燃えさしの手紙があり、「小さいデイジー・アームストロングのことを忘れ」という文章が読みとれた。
調査の結果、ラチェットは富豪アームストロング家の令嬢であるデイジーの誘拐殺害犯であることが判明する。その事件では第1容疑者であるデイジーの子守り役の少女が投身自殺、身重のアームストロング夫人も事件のショックで早産して母子ともに死に、夫のアームストロング大佐は夫人の後を追って自殺していた。
事件の顛末を知っていたポアロはラチェットの正体に気づき、捜査を始める。ポアロは友人で国際寝台車会社（ワゴン・リ）重役であるブークと、乗り合わせた医師コンスタンティンとともに事情聴取を行う。犯人は雪で立ち往生している列車から逃げられないはずだが、乗客たちのアリバイは互いに補完されており、誰も容疑者に該当しない。
困惑しながらもポアロは真相を導き出し、乗客たちに2つの解答を提示する。1つは、何らかの理由でラチェットと対立していたギャングなどの人物が途中の駅で列車に乗り込んでラチェットを殺し、すでに列車から降りたというものである。列車がすでに違う標準時に入っていることをラチェットや乗客たちが忘れていたとすれば、乗客たちの証言との辻褄は合う。
しかし、それはあり得ないと反論するコンスタンティンたちに対し、ポアロはもう1つの解答を話し始める。

## 登場人物

『オリエント急行の殺人』におけるイスタンブール - カレー行き客車

サミュエル・エドワード・ラチェット（Samuel Edward Ratchett）
アメリカ人。寝台は2号。60歳代の老人で、実業家。一見柔和そうに見えるが、眼光や雰囲気には狡猾で獰猛な態度が表れており、ポアロは不快に感じていた。本名はカセッティ。デイジー・アームストロングを誘拐した一味の首領で、身代金を奪った後、彼女を殺害した犯人。莫大な保釈金を支払い釈放された後、名前を変えて外国で暮らしていた。金ずくでポアロに護衛を頼むが断られ、その夜のうちに寝台で刺殺された。
ヘクター・マックイーン（Hector MacQueen）
アメリカ人。寝台は6号(7号の上段)。30歳前後の長身の青年で、ラチェットの秘書。ラチェットとは約1年前にペルシャで知り合い秘書となったが、ラチェットとの個人的な面識はあまり見られない。
エドワード・ヘンリー・マスターマン（Edward Henry Masterman）
イギリス人。寝台は4号(5号の上段)。ラチェットの執事で、無表情でかしこまった中年男性。
アーバスノット大佐（Colonel Arbuthnot）
イギリス人。寝台は15号。40歳代の男性で、インドから帰って来た。イギリス人らしい慎重な性格で、バグダッドではデブナムと意味深な会話をしていた。
メアリー・デブナム（Mary Debenham）
イギリス人。寝台は11号(10号の下段)。バグダッドで家庭教師をしていたと言う。ポアロの観察によれば28歳前後と見られる背の高いほっそりとした女性。整った顔立をしており、落ち着いて世慣れた聡明な性格を持つ。
ドラゴミロフ公爵夫人（Princess Dragomiroff）
フランスに帰化したロシア人。寝台は14号。所謂亡命貴族の老婦人で、夫がロシア革命前に財産を海外に移していたため大富豪となった。名前はナタリア。容姿は極めて醜いが、それを不快に感じさせない高潔さを持つ。
ヒルデガルデ・シュミット（Hildegarde Schmidt）
ドイツ人。寝台は8号（9号の上段）。ドラゴミロフ公爵夫人に15年仕える女中で、無表情で静かな中年女性。
ハバード夫人（Mrs. Hubbard）
アメリカ人。寝台は3号。陽気でおしゃべりな中年女性で、他の客相手に娘の話を延々と聞かせていた。犯行の夜、同じ部屋に犯人らしき男がいたと声高に主張する。
グレタ・オールソン（Greta Ohlsson）
スウェーデン人。寝台は10号（11号の上段）。愛想の良い中年女性で、ポアロによれば「どこか羊を思わせるような」穏やかな顔をしている。就寝前に間違ってラチェットの部屋のドアを開けたらしく、確認されている限りでラチェットと最後に会った人物でもある。
アンドレニ伯爵（Count Andrenyi）
ハンガリー人。寝台は13号。外交官、30歳ほどの美男。妻を事件にあまり関わらせないよう擁護している。
アンドレニ伯爵夫人（Countess Andrenyi）
ハンガリー人。寝台は12号。アンドレニ伯爵の妻で、まだ20歳ほどの若い娘。貞淑な美人で、多くの人物がその美しさを認めている。
サイラス・ハードマン（Cyrus Hardman）
アメリカ人。寝台は16号。派手な服装をしており、チューインガムを噛んで軽薄さを出している。セールスマンとして通していたが、実は私立探偵でラチェットに依頼されて身辺護衛を行っていたことを尋問の際に打ち明けた。
アントニオ・フォスカレリ（Antonio Foscarelli）
アメリカに帰化したイタリア人。寝台は5号（6号の下段）。自動車のセールスマンで、色の浅黒いイタリア人気質の大男。
ピエール・ポール・ミシェル（Pierre Paul Michel）
フランス人。ポアロたちが乗るオリエント急行の車掌で、ラチェットの死体の発見者でもある。
ブーク（Bouc）
ベルギー人。国際寝台車会社の重役で、ポアロがベルギー警察にいた時期からの知人。寝台は1号だったが、後に別車両に移った。所用でオリエント急行に乗っていたところ事件の発生を知り、会社としてポアロに事件の究明を要請する。
コンスタンティン博士（Dr. Constantine）
ギリシャ人。医師で、ラチェットの検死を行った。
エルキュール・ポアロ（Hercule Poirot）
ベルギー人の私立探偵。イスタンブールに数日滞在する予定だったが、関わっていた事件の発展によりオリエント急行での帰還を余儀無くされた。客室が満員になっていたため、予約客が現れなかった二等寝台の7号（6号の下段）に通され、その後ブークが使っていた1号に移動した。

## 解説
クリスティは、飛行家リンドバーグの息子が誘拐され、殺された事件（リンドバーグ愛児誘拐事件）に着想を得て、この物語を書いたとされている。また、クリスティはオリエント急行に1931年イスタンブールから乗り込み、悪天候に起因する立ち往生を経験した。茅野美ど里は、実在したオリエント急行の立ち往生とリンドバーグの事件を組み合わせたあたりにクリスティの才能が出ている、としている。
なお、浜田知明は、専業作家になる以前の横溝正史による『新青年』1921年12月号の懸賞小説2等入選作の『一個の小刀（ナイフ）より』が、『オリエント急行の殺人』のメイン・トリックに先鞭をつけたものとして注目に値すると評している。

## 作品の評価
- 作者ベストテンでは、1971年の日本全国のクリスティ・ファン80余名の投票で本作品は5位[1]、1982年に行われた日本クリスティ・ファンクラブ員の投票では3位[7]に挙げられている（いずれも1位は『そして誰もいなくなった』、2位は『アクロイド殺し』）。
- 1985年に『週刊文春』で推理作家や推理小説の愛好者ら約500名を対象に実施されたアンケートによる東西ミステリーベスト100で34位[注 3]、2012年の東西ミステリーベスト100では11位[注 4]に評価されている。
- 1995年にアメリカ探偵作家クラブが選出した『史上最高のミステリー小説100冊』の総合で41位に評価されている[注 5]。
- 2015年に AGATHA CHRISTIE LIMITED により行われた「世界で一番好きなクリスティ・グローバル投票」で本作品は2位に選出されている[8]。

## 日本語訳版
日本語初訳は『十二の刺傷』（1935年柳香書院刊、延原謙訳）の題名で刊行された。
| 出版年 | タイトル                  | 出版社     | 文庫名                           | 訳者       | ページ数 | ISBNコード        | カバーデザイン                              | 備考                                                                                        |
| ------ | ------------------------- | ---------- | -------------------------------- | ---------- | -------- | ----------------- | ------------------------------------------- | ------------------------------------------------------------------------------------------- |
| 1935年 | 十二の刺傷                | 柳香書院   | 世界探偵名作全集 2               | 延原謙     |          |                   | 松野一夫                                    | 江戸川乱歩、森下雨村=責任監修                                                               |
| 1954年 | オリエント急行の殺人      | 早川書房   | 世界探偵小説全集 150             | 延原謙     | 224      |                   |                                             |                                                                                             |
| 1959年 | オリエント急行の殺人      | 東京創元社 | 創元推理文庫105-16               | 長沼弘毅   | 324      |                   |                                             |                                                                                             |
| 1960年 | オリエント急行の殺人      | 新潮社     | 新潮文庫                         | 蕗沢忠枝   | 341      |                   |                                             |                                                                                             |
| 1962年 | オリエント急行殺人事件    | 角川書店   | 角川文庫赤502-4                  | 古賀照一   | 324      |                   |                                             | [ 注（一般書） 1 ]                                                                          |
| 1972年 | オリエント急行殺人事件    | 講談社     | 世界推理小説大系                 | 久万嘉寿恵 |          |                   |                                             |                                                                                             |
| 1975年 | オリエント急行の殺人      | 新潮社     | 新潮文庫 赤135E、ク-3-4          | 蕗沢忠枝   | 341      | 4102135057        |                                             | 巻末 あとがき カバーの標題:オリエント急行殺人事件                                           |
| 1975年 | オリエント急行殺人事件    | 講談社     | 講談社文庫                       | 久万嘉寿恵 | 294      |                   |                                             |                                                                                             |
| 1978年 | オリエント急行の殺人      | 早川書房   | ハヤカワ・ミステリ文庫HM1-38     | 中村能三   | 330      |                   | 真鍋博                                      |                                                                                             |
| 1987年 | エルキュル・ポアロ        | 講談社     |                                  | 久万嘉寿恵 | 493      | 4062034042        |                                             |                                                                                             |
| 2003年 | オリエント急行の殺人      | 早川書房   | ハヤカワ文庫・クリスティー文庫 8 | 中村能三   | 429      | 978-4-15-130008-0 | Hayakawa Design                             | 巻末「華麗なる名作」有栖川有栖                                                              |
| 2003年 | オリエント急行の殺人 新版 | 東京創元社 | 創元推理文庫 105-39              | 長沼弘毅   | 359      | 9784488105396     | ひらいたかこ ほか                           | 巻末 訳者あとがき                                                                           |
| 2011年 | オリエント急行の殺人      | 早川書房   | ハヤカワ文庫・クリスティー文庫 8 | 山本やよい | 413      | 978-4-15-131008-9 | Hayakawa Design                             | 巻末「華麗なる名作」有栖川有栖                                                              |
| 2017年 | オリエント急行殺人事件    | 光文社     | 光文社古典新訳文庫K Aア2-1       | 安原和見   | 436      | 978-4-334-75352-8 | 装画:望月通陽、 装幀:木佐塔一郎             | 巻末：斎藤兆史による解説『人間ドラマとしての「オリエント急行殺人事件」』 年譜、訳者あとがき |
| 2017年 | オリエント急行殺人事件    | 角川書店   | 角川文庫ク1-1                    | 田内志文   | 355      | 978-4-04-106451-1 | イラスト:野田あい、 デザイン:常松靖史[TUNE] | 巻末 訳者あとがき                                                                           |

脚注（一般書）
1. ↑  現在、グーテンベルク21が電子書籍化している。
2. ↑  『ナイルに死す』の翻訳権が早川書房独占になった時点で、新潮文庫からクリスティー作品が同書を含めて7冊（独自編集の短編集2冊含む）刊行されており、『オリエント急行の殺人』は5番目の「E」が割り振られていたが、4番目 (D) の『ナイルに死す』が欠番になったため、後に分類を改めたときに「4」が振られ、「F→5」の『ABC殺人事件』、「G→6」の『スタイルズ荘の怪事件』も一つずつ繰り上がった。
3. ↑  数藤康雄=編、従来講談社文庫で発行されていたものの合本。「スタイルズ荘の怪事件」、「ゴルフ場殺人事件」、「アクロイド殺害事件」、「青列車の謎」、「オリエント急行殺人事件」、「ABC殺人事件」（アクロイドのみ原百代、それ以外は久万嘉寿恵の翻訳）を収録。
4. ↑  久世番子などの期間限定カバーあり。

| 出版年 | タイトル                          | 出版社     | 文庫名                                | 訳者       | ページ数 | ISBNコード                      | カバーデザイン                                                       | 備考   |
| ------ | --------------------------------- | ---------- | ------------------------------------- | ---------- | -------- | ------------------------------- | -------------------------------------------------------------------- | ------ |
| 1980年 | オリエント急行殺人事件            | 春陽堂書店 | 春陽堂少年少女文庫 推理名作シリーズ   | 各務三郎   | 280      |                                 |                                                                      |        |
| 1989年 | オリエント急行殺人事件            | ポプラ社   | ポプラ社文庫 怪奇・推理シリーズ       | 神鳥統夫   | 224      |                                 |                                                                      |        |
| 1995年 | オリエント急行殺人事件            | 偕成社     | 偕成社文庫                            | 茅野美ど里 | 422      | 978-4-03652040-4                | むらかみかつみ                                                       |        |
| 1999年 | オリエント急行殺人事件            | 講談社     | 青い鳥文庫                            | 花上かつみ | 384      | 978-406148511-2                 | 高松啓二                                                             |        |
| 2000年 | オリエント急行殺人事件 上下       | 岩崎書店   | アガサ・クリスティー探偵名作集 23、24 | 各務三郎   | 166 174  | 978-426504933-2 978-426504934-9 | 安藤由紀                                                             |        |
| 2004年 | オリエント急行殺人事件            | ポプラ社   | ポプラ社文庫 ミステリーボックス 5     | 神鳥統夫   | 217      | 978-4-591-08262-1               | 照井葉月                                                             | 改訂版 |
| 2005年 | オリエント急行殺人事件            | ポプラ社   | ポプラポケット文庫702-2               | 神鳥統夫   | 218      | 978-459108933-0                 |                                                                      |        |
| 2007年 | オリエント急行の殺人              | 早川書房   | クリスティー・ジュニア・ミステリ 2    | 山本やよい | 365      | 978-4-15-208882-6               | 横田美晴                                                             |        |
| 2020年 | 名探偵ポアロ オリエント急行の殺人 | 早川書房   | ハヤカワ・ジュニア・ミステリ 1        | 山本やよい | 368      | 978-4-15-209921-1               | イラスト:二階堂 彩 イラスト編集:サイドランチ 装幀:早川書房デザイン室 |        |

脚注（児童書）
1. ↑  同じ偕成社文庫の『ABC殺人事件』では「村上克己」表記。

## 映画

### オリエント急行殺人事件（1974年の映画）
- 1974年にEMIにより多額の制作費を投じて作られた映画。キャストにはポワロ役にアルバート・フィニー、ラチェット役にリチャード・ウィドマーク、ローレン・バコール、ショーン・コネリー、イングリッド・バーグマン、アンソニー・パーキンス、マーティン・バルサム、ヴァネッサ・レッドグレイヴと主役級の豪華キャストが起用されて話題となった。

### オリエント急行殺人事件（2017年の映画）
- ケネス・ブラナーがポワロを演じ監督も兼ねる映画が2017年11月に全米で、日本では同年12月に公開。
- 吹き替え版のポワロの声は、草刈正雄。
- 2020年10月3日にフジテレビ系列において地上波で初放送された。

## テレビドラマ

### スペシャルドラマ（アメリカ）
- 2001年4月22日に放送されたアメリカ製作の長編ドラマ。ポアロはアルフレッド・モリーナが演じた。日本では『オリエント急行殺人事件~死の片道切符~』のタイトルでDVDが発売された。

### 名探偵ポワロ「オリエント急行の殺人」
- イギリスの人気長寿テレビドラマ『名探偵ポワロ』では原作出版から75周年を記念して映像化され、イギリス本国では第12シリーズ第3話として2010年12月25日（米国では先立つ同年7月11日）放送。日本ではNHK BSプレミアムにて2012年2月9日放送。また放映に先駆け、ポワロ役のデヴィッド・スーシェが案内役として、物語の舞台となるオリエント急行で旅をするドキュメンタリー『名探偵ポワロと行く オリエント急行の旅』（DAVID SUCHET ON THE ORIENT EXPRESS）も制作された。日本語吹き替えもドラマ版と同じく熊倉一雄が務めている。
- 映画作品と同様、イギリスの演劇界の有名キャストが起用されている。本作は過去に作られた映画やドラマと異なり、全体的に暗い内容となっている。冒頭では、別件の事件推理の最中に追い詰められた犯人がポワロの眼前で自殺。兵士の1人が、軍のために真相を究明したポワロに上官からの感謝を伝えつつも、「善人が誤って犯した行為に対して不当な代償だった」と、ポワロの厳しい糾弾を非難するシーンから始まり、イスタンブールの街頭で姦婦への石打ち刑（名誉の殺人）が行われて乗客の女性がショックを受ける（そしてポワロはそれを「地元の正義が行われたまでのこと」と評した）など、「法と正義とは何か」を問うシーンが追加されている。そしてポワロが真相に至った後、クライマックスで列車の暖房が停止し、牢獄を思わせる寒さと闇の中で法と正義との板ばさみとなり、遂には神にすがるという、原作には無かった彼の苦悩に重きが置かれている。なお原作の登場人物のうち、探偵サイラス・ハードマンがカットされ、彼の役割の一部がアントニオ・フォスカレッリとコンスタンティン博士に受け継がれている。

キャスト
| 役名                           | 俳優                                 | 日本語吹替                                        | 日本語吹替                                                                                      |
| 役名                           | 俳優                                 | BSプレミアム版                                    | デアゴスティーニ版                                                                              |
| ------------------------------ | ------------------------------------ | ------------------------------------------------- | ----------------------------------------------------------------------------------------------- |
| エルキュール・ポワロ           | デヴィッド・スーシェ                 | 熊倉一雄                                          | 大塚智則                                                                                        |
| サミュエル・ラチェット         | トビー・ジョーンズ                   | 納谷六朗[注 7]                                    | 野仲イサオ                                                                                      |
| ヘクター・マックイーン         | ブライアン・J・スミス                | 美斉津恵友                                        | 竹内想                                                                                          |
| テディ・マスターマン           | ヒュー・ボネヴィル                   | 辻つとむ                                          | 真田雅隆                                                                                        |
| ジョン・アーバスノット大佐     | デヴィッド・モリッシー               | 金尾哲夫                                          | 西垣俊作                                                                                        |
| メアリー・デベナム             | ジェシカ・チャステイン               | 日野由利加                                        | 島本須美                                                                                        |
| ナタリア・ドラゴミノフ公爵夫人 | アイリーン・アトキンス               | 勝倉けい子                                        | 北林早苗                                                                                        |
| ヒルデガルデ・シュミット       | ズザンネ・ロータ                     | 蓮菜照子                                          | 浅井晴美                                                                                        |
| ハバード夫人                   | バーバラ・ハーシー                   | 大西多摩恵                                        | 山口詩史                                                                                        |
| グレタ・オールソン             | マリ＝ジョゼ・クローズ               | 安藤みどり                                        | 池崎美穂                                                                                        |
| ルドルフ・アンドレニ伯爵       | スタンレイ・ウェーバー（英語版）     | 渡辺聡                                            | 市橋尚史                                                                                        |
| アンドレニ伯爵夫人             | エレナ・サチン                       | 生原麻友美                                        | 渡辺ゆかり                                                                                      |
| アントニオ・フォスカレッリ     | ジョゼフ・マウル                     | 吉野貴宏                                          | 岡本未来                                                                                        |
| ピエール・ミシェル             | ドゥニ・メノーシェ                   | 高瀬右光                                          | 石原辰己                                                                                        |
| コンスタンティン医師           | サミュエル・ウェスト                 | 上杉陽一                                          | 菊池康弘                                                                                        |
| ザピエール・ブーク             | セルジュ・アザナヴィシウス（英語版） | 伊藤昌一                                          | 三ツ矢雄二                                                                                      |
| その他出演                     |                                      | 長谷川敦央 長谷川俊介 森源次郎 黒澤剛史           | 入倉敬介 佐藤洋介 龍波しゅういち 湯沢理樹 浜田初 土井章弘 岩下読男 幸谷大樹 佐々木祐介 八木隆典 |
| 日本語版制作スタッフ           |                                      |                                                   |                                                                                                 |
| 演出                           |                                      | 佐藤敏夫                                          | 椿淳                                                                                            |
| 翻訳                           |                                      | 菅佐千子                                          | 安本熙生                                                                                        |
| 調整                           |                                      | 田中直也 （スタジオマウス）                       |                                                                                                 |
| 録音                           |                                      | 岡部直樹 （スタジオマウス）                       | 恵比須弘和 チャリット・ピーター                                                                 |
| 編集                           |                                      |                                                   | 恵比須弘和 チャリット・ピーター                                                                 |
| 進行                           |                                      |                                                   | 松本沙季                                                                                        |
| プロデューサー                 |                                      | 武士俣公佑（くりぷろ） 間瀬博美（スタジオマウス） |                                                                                                 |
| 制作統括                       |                                      | 小坂聖 山本玄一（NHKエンタープライズ）            |                                                                                                 |
| 制作                           |                                      | くりぷろ NHK                                      | 椿淳 メディアゲート 三研メディアプロダクト 三研ビジュアル                                       |
スタッフ
- 原作：アガサ・クリスティー
- 脚本：スチュワート・ハーコート
- 演出：フィリップ・マーティン
- プロデューサー：カレン・トラッセル
- 制作：ITVスタジオズ/WGBHボストン/アガサ・クリスティー・リミテッド（イギリス・アメリカ2010年）

### スペシャルドラマ（日本）
- 2015年新春のスペシャルドラマとしてフジテレビで2夜にわたり放送。舞台を昭和初期の日本、列車を「特急東洋」に置き換えた翻案作品となり、三谷幸喜が脚本を担当。ポアロにあたる勝呂武尊（すぐろ たける）を野村萬斎が演じた。

## 舞台
アメリカの劇作家ケン・ルドウィック作の戯曲が、2017年3月14日にニュージャージー州プリンストンのマッカーター劇場で初演された。

## ゲーム化
- ドリームキャッチャー・インタラクティブ社より「Agatha Christie: Murder on the Orient Express」として2006年にゲーム化された。プレイヤーは急行に乗り合わせたアントワネットという女性で、体調不良で寝込んだポワロに代わって捜査を行う。
- オランダのジャンボ社から1985年にボードゲーム「Orient Express」（輸入盤邦題「オリエントエクスプレス」）が発売された[11]。プレイヤーは探偵となり、オリエント急行内で起きた事件を他のプレイヤーより早く推理して解き明かすことを競う。
- 2023年10月19日、Microids社によりゲーム「Agatha Christie - Murder on the Orient Express（アガサ・クリスティ - オリエント急行殺人事件）」がリリースされた。対応プラットフォームはPC、PlayStation 4、PlayStation 5、Xbox One、Xbox Series X/S、Nintendo Switch。プロローグと13章から構成され、原作を忠実に脚色、現代風にアレンジしたもので、主要登場人物は元の名前のままで、携帯電話とパソコンを使っている。2006年のPCゲームとは異なり、プレイヤーはポワロとジョアンナ・ロックというアメリカ人探偵の2役を交互に操作する。ロックは4年前からデイジー・アームストロング誘拐殺人事件を捜査しており、カセッティを犯人として逮捕しようとしてオリエント急行に乗り込んだが失敗した。ゲームの最初の8章は小説全編を脚色しているが、後半5章は、ポワロとロックが原作とは異なる犯人を追い詰め、カセッティ自身の犯罪や他の犠牲者を明らかにする展開になっている。